# ウルトラワイド・フォーマット

一般的な解像度のリストの比較

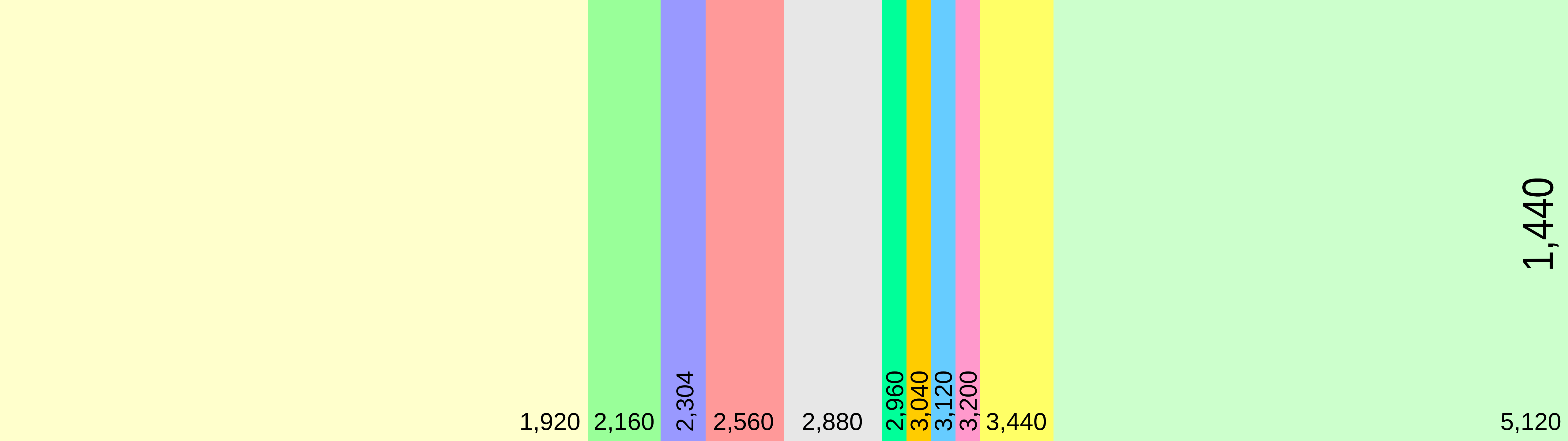
1440pのアスペクト比の比較
（DQHDは、アスペクト比32:9 解像度5120×1440）

ウルトラワイド・フォーマット（英語: Ultrawide formats）とは、アスペクト比が2を超える（横幅の広さ）大きい写真、ビデオ 、ディスプレイを指す。歴史上、ディズニーによるものを含む、より幅広いフォーマットへの動きが複数あり 、それらのいくつかは他よりも成功している。
カメラは通常、アナモルフィックフォーマットレンズを使用して超広角の写真やビデオをキャプチャする。アナモルフィックフォーマットレンズは、フィルムやディスクに保存しながら、拡張水平視野（FOV）を縮小する。

## 歴史
コンピューターモニターが別の製品ラインになる前は、テレビは、Timex Sinclair1000などのコンピューターディスプレイとして使用されていた。

### 4：3
4:3は、35mm無声フィルムで使用されるアスペクト比であった。テレビをこのアスペクト比に一致させることにより、元々4：3で撮影された映画は、標準画質テレビ（SDTV）で十分に視聴できた。2000年の変わり目頃のモニターは、640x480、800x600、1024x768、1200x900などの解像度を4：3のアスペクト比で使用していた。

### NTSC（480i）
National Television System Committee （NTSC）の放送はアナログであり、アナログNTSCディスプレイを対象としていた。この規格は、1954年に米国のNTSCによって開発および実装された。また、米国の貿易相手国による国際的な採用も広まっていた。デジタルビデオ形式に変換すると、DV NTSCのアスペクト比は3：2、解像度は720x480i、リフレッシュレートは60Hzになっていた。

### PAL（576i）
Phase Alternating Line （PAL）放送は、PALアナログディスプレイ向けのアナログ放送。この規格は1967年に英国とドイツによって開発され、ヨーロッパ、ASEAN、中東諸国で実装された。デジタルビデオ形式に変換すると、DV PALは5：4で解像度720×576i、50Hzで動作する。

### 32:27
32:27は元々、カメラの圧縮ビデオストレージ用に開発されたもので、アナモルフィックx1.5で16：9として表示されることを目的としていた。解像度は640×540iは、50Hzと100Hzで動作する32:27のカメラ用であった。
パナソニックのDVCPRO HD1280×1080iの解像度を持つには、カメラの32:27ビデオフォーマットのラインで最新であった。日立のP50T501の42"および50" 1280×1080iテレビは、32：27の民生用ディスプレイの最後のラインであった。
32:27は、4：3のアスペクト比から導出される。
{\displaystyle {\tfrac {4}{3}}\cdot {\tfrac {4}{3}}\cdot {\tfrac {2}{3}}={\tfrac {32}{27}}}

### ウルトラワイドシネマの歴史
歴史的にウルトラワイドシネマフォーマットは、〜2.35：1（1678：715）、〜2.39：1（1024：429）、2.4：1の間で変化した。さらに複雑なことに、フィルムも2.55：1、2.76：1、4：1で制作された。ロウ・カーニーとトム・スミスによって開発されたSmith-CarneySystemは、4.6 945 ：1（1737：370）の比率の3カメラシステムを使用して180°で映画を投影した。ディズニーは、200°を表示するために5台のプロジェクターを使用して6.85：1フォーマットを作成し、6.85：1フォーマットで撮影された唯一の映画は、「フランスの印象」であった。

## モダンディスプレイ

### ワイドスクリーン革命

#### ヨーロッパのワイドスクリーン
ヨーロッパのワイドスクリーンフォーマットは、プログレッシブスキャンで800x480および1280x768の5：3（15：9）解像度であった。 1969年にルーン・エリクソンによって開発されたスーパー16mmは、16：9に移行する前に、ヨーロッパで広く使用されていた。

#### 16：9
米国のDr.Kerns H. Powers of SMPTEによって提案された。16：9のアスペクト比は、他のすべてのアスペクト比を統合するために開発され、16：9は米国で最初に採用された。
16:9のアスペクト比は4：3の2乗である。
{\displaystyle {\tfrac {4}{3}}\cdot {\tfrac {4}{3}}={\tfrac {16}{9}}}
2007年頃、カメラと画面が15：9と16:10から16：9の解像度に切り替わり始め、アスペクト比16：9は、現在、「ワイドスクリーン」および高解像度テレビの世界標準である。

### ユニビシウム革命
ユニビシウムは、他のすべてのアスペクト比を統一するために、米国のASCのヴィットリオ・ストラーロによって作成された2：1のアスペクト比。スマートフォンや安価なVRで表示される。VRは、画面の半分を各目に1つずつ、2つに表示。2：1VR画面は2つの1：1画面に半分になる。

### ウルトラワイドシネマ
21：9は、1080ラインの倍数で64:27（2.370：1）= 1024：432の超ワイドスクリーンアスペクト比を表す家電（CE）マーケティング用語。
これは、複数のために使用されるアナモルフィックフォーマットとデジタル・シネマ・イニシアチブ 1024：429（21.482517:9）に使用されるが、720ラインと12：5（213⁄5）に基づく解像度の43:18（211⁄2：9）を含む超ワイドコンピューターモニターにも使用される。幅960ピクセルまたは高さ900行のいずれかに基づく解像度の超ワイドバリアント用。
64:27のアスペクト比は、既存のビデオのアスペクト比4：3と16：9を論理的に拡張したものである。これは4：3の3乗で、ワイドスクリーンHDTVの16：9は4：3の2乗。これにより、電子スケーラーと光学アナモルフィックレンズは、簡単に実装できる4：3（1.3 3 ：1）の倍率を使用できる。
{\displaystyle {\tfrac {4}{3}}\cdot {\tfrac {4}{3}}\cdot {\tfrac {4}{3}}={\tfrac {64}{27}}}
21：9の映画は通常、1024：429≈2.387：1を指す。これは、デジタルウルトラワイドシネマフォーマットのアスペクト比であり、2.39：1または2.4：1に切り上げられることがよくある。

#### ウルトラワイドモニター

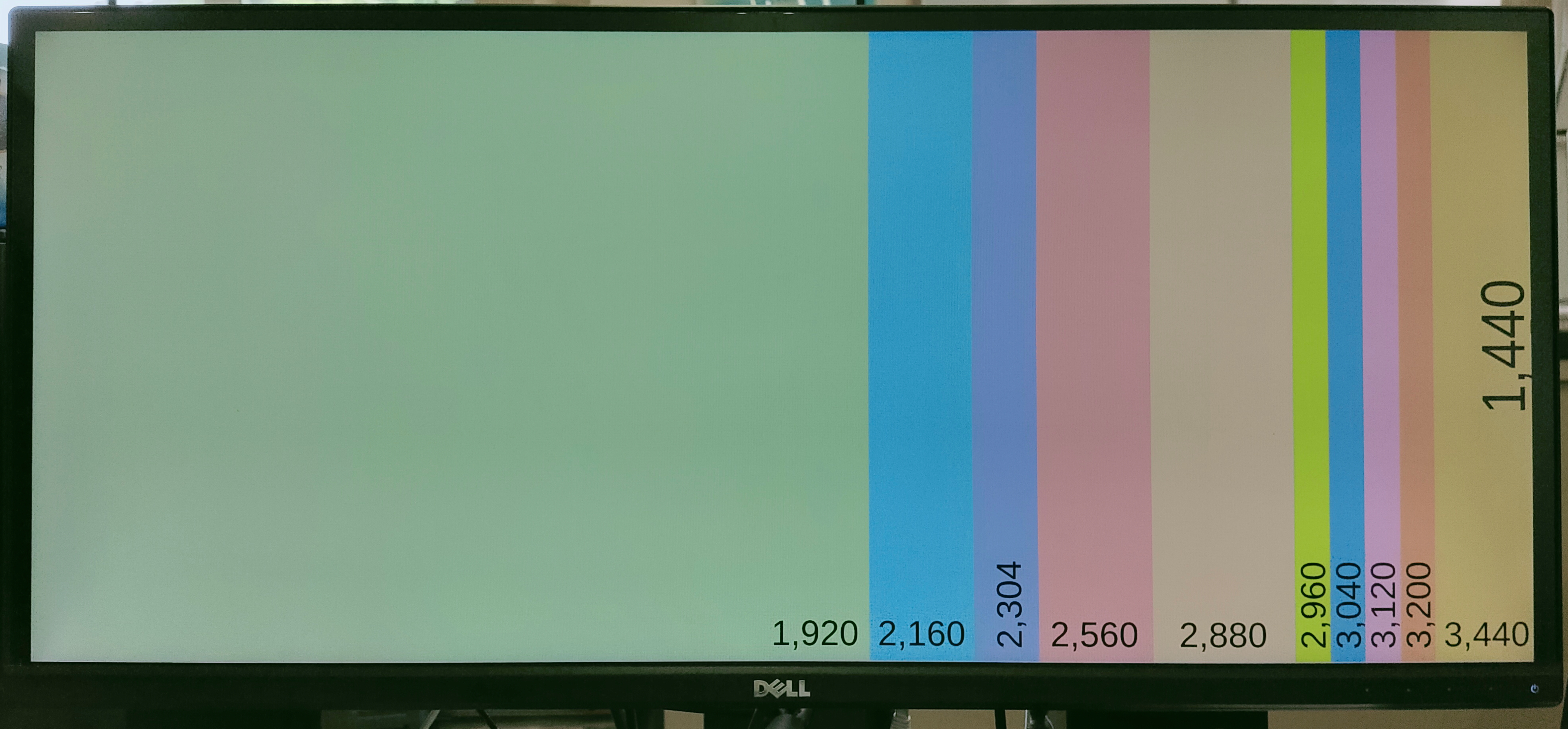
ウルトラワイドモニター（アスペクト比 21:9との比較）

ウルトラワイドモニターとは、一般的にアスペクト比が4:3や16:9のモニターよりも横幅が広いモニターを指す。アスペクト比が21:9と水平方向のスペースが広く、より多くの情報をウィンドウに並べて開くことができるなどオフィスでの作業効率の向上を提供する。また、視野角が広いので迫力のある映像の動画鑑賞やゲーマー向けの高性能パソコンモニターとしても人気がある。
| 一般名         | 技術名称           | アスペクト比 | アスペクト比 | アスペクト比 | 解像度     |
| -------------- | ------------------ | ------------ | ------------ | ------------ | ---------- |
| WFHD           | ウルトラワイド1080 | 64∶27        | 21           | 2. 370       | 2560×1080  |
| WQHD           | ウルトラワイド1440 | 43∶18        | 21           | 2.3 8        | 3440×1440  |
| UW4K（WQHD +） | ウルトラワイド1600 | 12∶5         | 21           | 2.4          | 3840×1600  |
| UW5K（WUHD）   | ウルトラワイド2160 | 64∶27        | 21           | 2. 370       | 5120×2160  |
| UW6K           | ウルトラワイド2400 | 12∶5         | 21           | 2.4          | 5760×2400  |
| UW8K           | ウルトラワイド3200 | 12∶5         | 21           | 2.4          | 7680×3200  |
| UW9K           | ウルトラワイド3600 | 12∶5         | 21           | 2.4          | 8640×3600  |
| UW10K          | ウルトラワイド4320 | 64∶27        | 21           | 2. 370       | 10240×4320 |

### ウルトラ・ワイドスクリーン3.6
2016年、IMAXは「Ultra-WideScreen3.6」形式の映画のリリースを発表した。アスペクト比18：5（36:10）。1年後、サムスンとフィリップスは、「iMaxスタイルの映画鑑賞」用にアスペクト比32：9の「スーパーウルトラワイドディスプレイ」を発表した。Panacastは、180°のビューを提供する3つの統合カメラと、今後の5K 32：9モニター、5120x1440に一致する解像度を備えた32：9Webカメラを開発した。2018年第4四半期に、デルは解像度5120x1440の5K 32：9モニターであるU4919DWをリリースし、フィリップスは同じ解像度の499P9Hを発表した。
32：9ウルトラワイドモニターは、デュアル16：9モニターのセットの代わりとして、またビデオゲームのプレイ中のより没入感のある体験のために販売される。多くは同時に2つの16：9入力に対応している。
32：9のアスペクト比は、16：9が2倍の大きさであることに由来する。
スーパーワイドレゾリューションとは、アスペクト比が3より大きい解像度を指す。
| 一般名   | 技術名称                 | アスペクト比 | アスペクト比 | 解像度    |
| -------- | ------------------------ | ------------ | ------------ | --------- |
| DWXGA +  | スーパーワイド16：5 900  | 16：5        | 3.2          | 2880×900  |
| DFHD     | スーパーワイド32：9 1080 | 32：9        | 3. 5         | 3840×1080 |
| DFHD +   | スーパーワイド16：5 1200 | 16：5        | 3.2          | 3840×1200 |
| SWFHD +  | スーパーワイド18：5 1200 | 18：5        | 3.6          | 4320×1200 |
| DQHD     | スーパーワイド32：9 1440 | 32：9        | 3. 5         | 5120×1440 |
| DQHD +   | スーパーワイド16：5 1600 | 16：5        | 3.2          | 5120×1600 |
| SWQHD +  | スーパーワイド18：5 1600 | 18：5        | 3.6          | 5760×1600 |
| 16：5 5K | スーパーワイド16：5 1800 | 16：5        | 3.2          | 5760×1800 |
| 32：9 6K | スーパーワイド32：9 1800 | 32：9        | 3. 5         | 6400×1800 |
| 18：5 6K | スーパーワイド18：5 1800 | 18：5        | 3.6          | 6480×1800 |
| DUHD     | スーパーワイド32：9 2160 | 32：9        | 3. 5         | 7680×2160 |
| DUHD +   | スーパーワイド16：5 2400 | 16：5        | 3.2          | 7680×2400 |
| 18：5 8K | スーパーワイド18：5 2400 | 18：5        | 3.6          | 8640×2400 |

さらにワイドなScreenX270°フォーマットの映画館がリリースされたため、Ultra-WideScreen3.6ビデオは広まらなかった。

### 4：1
アベル・ガンスは、4：1でフィルムを作成するなど、ウルトラワイドフォーマットを実験した。彼は、『ナポレオン (1927年の映画)』で並べて投影された3つの35 mm 1.3：1画像であるポリビジョンをまれに使用していた。
ソニーはNAB2019で、幅64フィート×高さ18フィートの商用16Kディスプレイを発表した 。576モジュール（360x360p）で構成され、48x12モジュールで構成され、アスペクト比4：1の17280x4320p画面を形成する。

### スクリーンX
開発されたCJ CGV 、ScreenXは、270°のコンテンツを表示するために、3つ（またはそれ以上）のプロジェクタを使用する。4：1を超える未知のアスペクト比で270°のコンテンツを表示し、スクリーンXシアターの両側の壁はプロジェクタースクリーンとして使用される。

## 比較
| 10進値     | アスペクト比 | フォーマット名                                     | 解像度                                                                                            | レンズ＆フィルム                                                          |
| ---------- | ------------ | -------------------------------------------------- | ------------------------------------------------------------------------------------------------- | ------------------------------------------------------------------------- |
| 1. 185     | 32:27        | DVCPRO HD                                          | 640×540、1280×1080                                                                                | 1倍                                                                       |
| 1.25       | 5：4         | DV PAL                                             | 720×576、1280×1024、1500×1200                                                                     | 1倍                                                                       |
| 1. 3       | 4：3         | ビデオグラフィックスアレイ                         | 640×480、960×720、1440×1080、1600×1200                                                            | SDTV                                                                      |
| 1.5        | 3：2         | DV NTSC /ラップトップ                              | 720×480、1920×1280、2160×1440、2256×1504、2400×1600、3000×2000                                    | 1倍                                                                       |
| 1.6        | 8：5         | 16:10ワイドスクリーン（PCのみ）                    | 1280×800、1440×900、1680×1050、1920×1200、2560×1600、2880×1800、3072×1920、3840×2400              | -                                                                         |
| 1. 6       | 5：3         | ヨーロッパのワイドスクリーン                       | 800×480、1280×768                                                                                 | スーパー16mm                                                              |
| 1. 7       | 16：9        | ワイドスクリーン                                   | 1920×1080、2560×1440、3840×2160、7680×4320                                                        | 32：27のアナモルフィック1.5倍、HDTV                                       |
| 1.85       | 37:20        | 「フラット」 DCI                                   | 1998×1080、3996×2160                                                                              | 1倍                                                                       |
| 1.896 296  | 256∶135      | 「フル」 DCI                                       | 2048×1080、4096×2160                                                                              | 1倍                                                                       |
| 2.0        | 2：1         | ビスタビジョン/ユニビシウム                        | 2160×1080、2400×1200、2880×1440、3200×1600、3600×1800、3840×1920、4320×2160、4800×2400、5760×2880 | VRカメラ（ほとんど）                                                      |
| 2.3 468531 | 1678：715    | シネマスコープ（1950〜1970年代）                   | アナログ                                                                                          | 35mmでアナモルフィック2倍、光学オーディオ付き                             |
| 2. 370     | 64:27        | 「21：9」ウルトラワイド                            | 2560×1080、5120×2160、7680×3240、10240×4320                                                       | Dashcam、アナモルフィック1.33倍16上：9、上の1.25倍DCI 32:27に256:135、2倍 |
| 2. 386946  | 1024：429    | 「スコープ」 DCIシネマフォーマット                 | 2048×858、4096×1716、8192×3432                                                                    | 1倍                                                                       |
| 2.3 8      | 43:18        | 「21：9」ウルトラワイド（PCのみ）                  | 3440×1440、5160×2160、6880×2880                                                                   | -                                                                         |
| 2.4        | 12：5        | 24:10ウルトラワイド                                | 2880×1200、3840×1600、4320×1800、5760×2400、7680×3200                                             | -                                                                         |
| 2.55       | 51:20        | シネマスコープ55                                   | アナログ                                                                                          | 光オーディオなしの35mmでのアナモルフィック2倍                             |
| 2. 6       | 8：3         | シネラマ/ 24：9ウルトラワイド（PCのみ）            | 2880×1080、3840×1440、5120×1920、5760×2160、7680×2880、10240×3840                                 | -                                                                         |
| 2.76       | 69:25        | ウルトラパナビジョン                               | アナログ                                                                                          | 70mmでアナモルフィック1.25x                                               |
| 3.2        | 16：5        | 32:10スーパーワイド（PCのみ）                      | 2880×900、3840×1200、5120×1600、5760×1800、7680×2400、10240×3200                                  | -                                                                         |
| 3. 5       | 32：9        | 32：9スーパーワイド（PCのみ）                      | 3840×1080、5120×1440、7680×2160、10240×2880                                                       | -                                                                         |
| 3.6        | 18：5        | 36:10スーパーワイド（ウルトラワイドスクリーン3.6） | 4320×1200、5760×1600、6480×1800、8640×2400                                                        | 1倍                                                                       |
| 4.0 4.0    | 4：1         | ポリビジョン                                       | アナログ/ 3枚の画像4：3を並べて投影                                                               | 3倍                                                                       |